# 입자 동물원
입자 동물원(particle zoo)은 입자물리학에서 상대적으로 광범위한 숫자의 알려진 소립자 목록을 마치 동물원에 있는 수백가지의 종류의 동물과 같다 하여 만들어진 구어(口語)적 표현이다.
쿼크를 발견하기 전에 수백가지의 강입자들이 발견됐을 당시인 1960년 대에는 상황이 특히 혼란스러웠다. 나중에야 발견된 것들이 소립자가 아닌 쿼크들의 합성이란 것이 판명났다. 현재 소립자들이라 믿어지는 것들은 표준 모형이라고 불린다.
끈 이론에 따르면 "동물원"의 모든 입자들은 '진동하는 끈'이라는 공통 조상을 가지고 있다

## 같이 보기
- 팔정도 (물리학)
- 입자 목록